# Ромський освітній фонд
Ромський освітній фонд (РОФ) — неприбуткова організація створена в рамках Десятиліття ромської інтеграції Фондами «Відкрите суспільство» та Світовим банком у 2005. Метою організації є зменшення розриву в навчальних досягненнях між ромами та неромами в Європі шляхом надання стипендій студентам-ромам, підтримки розвитку якісної освіти та усунення сегрегації ромських студентів.
Програма стипендій Фонду освіти ромів надає фінансову та академічну підтримку студентам-ромам у 16 країнах: Албанія, Боснія і Герцеговина, Болгарія, Хорватія, Чехія, Угорщина, Косово, Молдова, Чорногорія, Північна Македонія, Румунія, Росія (до 2018), Сербія, Словаччина, Туреччина та Україна (до 2022).

## Відомі стипендіанти програми в Україні
- Наталія Томенко — дослідниця та експертка з культурної спадщини, захисниця прав людини.
- Януш Панченко — український дослідник, спеціаліст з культури, історії та мови ромів, громадський діяч.
- Віктор Човка — український журналіст, телеведучий.